# Collier Cudmore
Collier Robert Cudmore (født 13. juni 1885, død 16. maj 1971) var en britisk roer som deltog i OL 1908 i London.
Cudmore blev olympisk mester i roning under OL 1908 i London. Han vandt firer uden styrmand sammen med John Somers-Smith, James Angus Gillan og Duncan MacKinnon. Mandskabet repræsenterede Magdalen College B.C.